# هیو راسل
هیو راسل (انگلیسی: Hugh Russell; ۱۵ دسامبر ۱۹۵۹ – ) بوکسور اهل جمهوری ایرلند بود.